# Частково впорядкована множина

Додатні числа впорядковані за подільністю

Діаграма Гассе дільників числа 60, частково впорядкована за подільністю

Діаграма Гассе усіх підмножин триелементної множини {x, y, z}, які впорядковані відношенням включення множин.

Частково впорядкована множина (poset — англ. partially ordered set) — це множина {\displaystyle P} з заданим частковим порядком {\displaystyle \leqslant } (антисиметричним передпорядком), тобто з бінарним відношенням, що є транзитивним, рефлексивним та антисиметричним. Позначається {\displaystyle (P,\leqslant ).}
Скінченні частково впорядковані множини графічно зображаються діаграмами Гассе.

## Визначення
Частковим порядком, на множині {\displaystyle S} називається бінарне відношення {\displaystyle \leqslant }, визначене деякою множиною {\displaystyle R_{\leqslant }\subset S\times S}), яке задовольняє наступні умови:
- Транзитивність: {\displaystyle \forall a,b,c:\quad (a\leqslant b)\wedge (b\leqslant c)\Rightarrow a\leqslant c}
- Рефлексивність: {\displaystyle \forall a:\quad (a\leqslant a)}
- Антисиметричність: {\displaystyle \forall a,b:\quad (a\leqslant b)\wedge (b\leqslant a)\Rightarrow a=b}

### Терміни та позначення
Відношення часткового порядку зазвичай позначають символом {\displaystyle \leqslant }, за аналогією з відношенням «менше або дорівнює» на множині дійсних чисел. При цьому, якщо {\displaystyle a\leqslant b}, то кажуть, що елемент {\displaystyle a} не перевершує {\displaystyle b}, або, що {\displaystyle a} підпорядкований {\displaystyle b}.
Якщо {\displaystyle a\leqslant b} і {\displaystyle a\neq b}, то пишуть {\displaystyle a<b}, і кажуть, що {\displaystyle a} менше {\displaystyle b}, або, що {\displaystyle a} строго підпорядковане {\displaystyle b}.
Іноді, щоб відрізнити довільний порядок на деякій множині від відомого відношення «менше або дорівнює» на множині дійсних чисел, замість {\displaystyle \leqslant } і {\displaystyle <} використовують спеціальні символи {\displaystyle \preccurlyeq } і {\displaystyle \prec } відповідно.

### Строгий і нестрогий порядок
Відношення, що задовольняє умовам рефлексивності, транзитивності і антисиметричності, також називають нестрогим, або рефлексивним порядком. Якщо умову рефлексивності замінити на умову антирефлексивності (тоді властивості антисиметричності зміняться на асиметричність):
{\displaystyle \forall a\;\neg (a\varphi a)},
то отримаємо визначення строгого, або антирефлексивного порядку.

## Пов'язані визначення

### Незрівняні елементи
Якщо {\displaystyle a} і {\displaystyle b} — дійсні числа, то має місце тільки одне з наступних співвідношень :
У разі, якщо {\displaystyle a} і {\displaystyle b} — елементи довільної частково впорядкованої множини, то існує четверта логічна можливість: не виконується жодне з вказаних трьох співвідношень. В цьому випадку елементи {\displaystyle a} і {\displaystyle b} називаються непорівнюваними. Наприклад, якщо {\displaystyle M} — множина дійснозначних функцій на відрізку {\displaystyle [0,1]}, то елементи {\displaystyle f(x)=x} і {\displaystyle g(x)=1-x} будуть непорівнювані. Можливість існування непорівнюваних елементів пояснює сенс терміну «частково впорядкована множина».

### Мінімальні/максимальні та найменші/найбільші елементи
Максимальні та мінімальні елементи
Через те, що в частково впорядкованій множині можуть бути пари непорівнюваних елементів, вводяться два різні визначення: мінімальний елемент і найменший елемент.
Елемент {\displaystyle a\in M} називається мінімальним (англ. minimal element), якщо не існує елемента {\displaystyle b<a}. Іншими словами {\displaystyle a} — мінімальний елемент, якщо для будь-якого елемента {\displaystyle b\in M} або {\displaystyle b>a}, або {\displaystyle b=a}, або {\displaystyle b} і {\displaystyle a} непорівнювані. 
Елемент {\displaystyle a} називається найменшим ((англ. least element, lower bound (opp. upper bound)), якщо для будь-якого елементу {\displaystyle b\in M} має місце нерівність {\displaystyle b\geqslant a}. Очевидно, всякий найменший елемент є також мінімальним, але зворотне в загальному випадку є невірним: мінімальний елемент {\displaystyle a} може і не бути найменшим, якщо існують елементи {\displaystyle b}, непорівнювані з {\displaystyle a}.
Очевидно, що якщо в множині існує найменший елемент, то він єдиний. А ось мінімальних елементів може бути декілька. Як приклад, розглянемо множину {\displaystyle \mathbb {N} \setminus \{1\}=\{2,3,\ldots \}} натуральних чисел без одиниці, впорядковану по відношенню подільності {\displaystyle \mid }. Тут мінімальними елементами будуть прості числа, а ось найменшого елементу не існує.
Аналогічно вводяться поняття максимального (англ. maximal element) і найбільшого (англ. greatest element) елементів.

### Верхні та нижні грані
Нехай {\displaystyle A} — підмножина частково впорядкованої великої множини {\displaystyle \langle M,\leqslant \rangle }. Елемент {\displaystyle u\in M} називається верхньою гранню (англ. upper bound) {\displaystyle A}, якщо будь-який елемент {\displaystyle a\in A} не перевершує {\displaystyle u}. Аналогічно вводиться поняття нижньої грані (англ. lower bound) множини {\displaystyle A}.
Будь-який елемент, більший, ніж деяка верхня грань {\displaystyle A}, також буде верхньою гранню {\displaystyle A}. А будь-який елемент, менший, ніж деяка нижня грань {\displaystyle A}, також буде нижньою гранню {\displaystyle A}. Ці міркування ведуть до введення понять найменшої верхньої грані (англ. least upper bound) і найбільшої нижньої грані (англ. greatest lower bound).

### Верхня і нижня множина

Елементи верхньої множини відмічені зеленим

Для елементу {\displaystyle m} частково впорядкованої множини {\displaystyle \langle M,\leqslant \rangle } верхньою множиною (англ. upper set, upset) називається множина {\displaystyle M\uparrow m} усіх елементів, яким {\displaystyle m} передує ({\displaystyle \{x\in M\mid m\leqslant x\}}).
Двоїстим чином визначається нижня множина (англ. down set, lower set), як множина усіх елементів, передуючих заданому : {\displaystyle M\downarrow m{\stackrel {\mathrm {def} }{=}}\{x\in M\mid x\leqslant m\}}.

## Спеціальні типи частково впорядкованих множин

### Лінійно впорядковані множини
Нехай {\displaystyle \langle M,\leqslant \rangle } — частково впорядкована множина. Якщо в {\displaystyle M} будь-які два елементи порівнянні, то множина {\displaystyle M} називається лінійно впорядкованою (англ. linearly ordered set). Лінійно впорядковану множину також називають абсолютно впорядкованою (англ. totally ordered set), або просто, впорядкованою множиною. Таким чином, в лінійно впорядкованій множині для будь-яких двох елементів {\displaystyle a} і {\displaystyle b} має місце одне і тільки одне зі співвідношень: або {\displaystyle a<b}, або {\displaystyle a=b}, або {\displaystyle b<a}.
Також всяку лінійно впорядковану підмножину частково впорядкованої множини називають ланцюгом (англ. chain), тобто ланцюг в частково впорядкованій множині {\displaystyle \langle M,\leqslant \rangle } — така його підмножина, в якій будь-які два елементи порівнювані.
З наведених вище прикладів частково впорядкованих множин тільки множина дійсних чисел є лінійно впорядкованою. Множина дійснозначних функцій на відрізку {\displaystyle [a,b]} (за умови {\displaystyle a<b}), булеан {\displaystyle {\mathcal {P}}(M)} (при {\displaystyle |M|\geqslant 2}), натуральні числа з відношенням подільності — не є лінійно впорядкованими.

### Цілком впорядковані множини
Лінійно впорядкована множина називається цілком впорядкованою (англ. well-ordered), якщо кожна його непорожня підмножина має найменший елемент. Такий порядок на множині називається повним порядком (англ. well-order), в контексті, де його неможливо сплутати з повним порядком в сенсі повних частково впорядкованих множин, (англ. complete order).
Класичний приклад цілком впорядкованої множини — множина натуральних чисел {\displaystyle \mathbb {N} }. Твердження про те, що будь-яка непорожня підмножина {\displaystyle \mathbb {N} } містить найменший елемент, рівносильно принципу математичної індукції. Як приклад лінійно впорядкованої, але не цілком впорядкованої множини можна навести множину невід'ємних чисел, впорядковану природним чином {\displaystyle \mathbb {R} _{+}=\{x:x\geqslant 0\}}. Дійсно, його підмножина {\displaystyle \{x:x>1\}} не має найменшого елемента.
Цілком впорядковані множини грають виключно важливу роль в загальній теорії множин.

### Повна частково впорядкована множина
Повна частково впорядкована множина (англ. complete partial ordered, ω-complete partial ordered) — частково впорядкована множина, у якої є дно — єдиний елемент, який передує будь-якому іншому елементу і у кожної спрямованої підмножини, у якої є точна верхня межа. Повні частково впорядковані множини застосовуються в λ-обчисленнях і інформатиці, зокрема, на них вводиться топологія Скотта, на основі якої будується несуперечлива модель λ-обчислення і денотаційна семантика обчислень. Спеціальним випадком повної частково впорядкованої множини є повні ґратки — якщо будь-яка підмножина, не обов'язково спрямована, має точну верхню грань, то вона виявляється повними ґратками.
Впорядкована множина {\displaystyle M} тоді і тільки тоді є повною частково впорядкованою, коли будь-яка функція {\displaystyle f\colon M\rightarrow M}, монотонна відносно порядку {\displaystyle a\leqslant b\Rightarrow f(a)\leqslant f(b)} володіє хоча б одною нерухомою точкою: {\displaystyle \exists _{x\in M}f(x)=x}.
Будь-яку множину {\displaystyle M} можна перетворити на повну частково впорядковану виділенням дна {\displaystyle \bot } і визначенням порядку {\displaystyle \leqslant } як {\displaystyle \bot \leqslant m} і {\displaystyle m\leqslant m} для всіх елементів {\displaystyle m} множини {\displaystyle M}.

## Теореми про частково впорядковані множини
До числа фундаментальних теорем про частково впорядковані множини відносяться принцип максимуму Гаусдорфа і лема Куратовського — Цорна, які є еквівалентними аксіомі вибору.

## Приклади
- Множина {\displaystyle \mathbb {R} } дійсних чисел із звичайним відношенням порядку є лінійно впорядкованою множиною.

- Натуральні числа, цілі числа, раціональні числа, ірраціональні числа тощо всі є підмножинами дійсних чисел, тому утворюють лінійно впорядковані множини зі звичайним відношенням порядку.

- На множині натуральних чисел {\displaystyle \mathbb {N} } визначимо відношення порядку за подільністю, тобто {\displaystyle a\leq b} тоді і тільки тоді, коли {\displaystyle a} є дільником {\displaystyle b.} Таким чином ми отримаємо частково впорядковану множину. Наведені вище аксіоми справджуються тому, що будь-яке натуральне число є своїм дільником, два числа, які є дільниками одне одного, збігаються, і, нарешті, якщо {\displaystyle \ a} є дільником {\displaystyle \ b,} а {\displaystyle b} є дільником {\displaystyle \ c,} то {\displaystyle \ a} є дільником {\displaystyle \ c.} Ця множина не є лінійно впорядкованою, наприклад, жодне з чисел 2,3 не є дільником іншого. При цьому 1 є дільником будь-якого натурального числа, тому воно є найменшим елементом цієї частково упорядкованої множини.

- Ланцюг з {\displaystyle n} елементів — це лінійно впорядкована множина з {\displaystyle n} елементів. У комбінаториці ланцюг, який складається з {\displaystyle 1<2<\ldots <n,} позначається {\displaystyle [n]} або {\displaystyle \mathbf {n} .}

- Будь-яка множина {\displaystyle A} перетворюється на частково впорядковану множину, якщо визначити на ній таке відношення порядку: {\displaystyle a\leq b\iff a=b.}

У цьому разі можна порівняти два елементи {\displaystyle A}, лише коли вони збігаються.
Така частково впорядкована множина називається антиланцюгом.
- Нехай {\displaystyle A} — це довільна множина, а {\displaystyle \Omega (A)} — це множина всіх підмножин {\displaystyle A} (булеан). Визначимо на {\displaystyle \Omega (A)} частковий порядок за включенням, тобто {\displaystyle B\leq C} означає, що {\displaystyle B\subseteq C,} де {\displaystyle B,C\in \Omega (A)} — дві підмножини {\displaystyle A.}

Тоді {\displaystyle \Omega (A)} перетворюється на частково впорядковану множину з найменшим елементом {\displaystyle \emptyset } та найбільшим елементом {\displaystyle A.}
- Розглянемо множину {\displaystyle \mathbb {N} ^{n}} всіх {\displaystyle n}-елементних послідовностей натуральних чисел з лексикографічним порядком. А саме,

{\displaystyle (a_{1},a_{2},\ldots ,a_{n})\leq (b_{1},b_{2},\ldots ,b_{n}),}
якщо {\displaystyle a_{1}<b_{1},} або {\displaystyle a_{1}=b_{1},a_{2}<b_{2},} або {\displaystyle \ldots } або {\displaystyle a_{1}=b_{1},a_{2}=b_{2},\ldots ,a_{n}=b_{n};} інакше кажучи, якщо у послідовності {\displaystyle b_{1}-a_{1},b_{2}-a_{2},\ldots ,b_{n}-a_{n}} перший ненульовий елемент — додатний.
У такий спосіб {\displaystyle \mathbb {N} ^{n}} перетворюється на лінійно впорядковану множину, яка відіграє провідну роль у комп'ютерній алгебрі
(див. базис Гребнера).